# 船乗りクプクプの冒険
『船乗りクプクプの冒険』（ふなのりクプクプのぼうけん）は、北杜夫の最初の児童向け小説。『中学生の友』（小学館）に1961年4月から1962年3月まで連載されたのち、1962年7月、集英社より刊行された。主人公の男児が小説の中の世界に入り込んでしまい、主人公である「クプクプ」となって船に乗り、仲間たちと奇想天外で様々な冒険を繰り広げる。
「クプクプ」は「プクプク」のもじりであるとともに、東南アジアの言葉で蝶（マレー語: Kupu-kupu）を意味する。北杜夫は、船医として乗り込んだ水産庁調査船・照洋丸の航海の際に、シンガポールの博物館でこのことを知ったという。北の船医としての体験をもとにしたと思われる描写が随所に見られる。

## あらすじ
嫌々ながら宿題をしていた勉強嫌いの主人公、タロー君がふと手に取ったキタ・モリオ作の小説「船乗りクプクプ」という本は、作者がとんでもない怠け者だったため、本文・まえがき・あとがきを含めて4ページしか書かれていないインチキ本だった。ところが、タローはいきなりこの本の中に吸い込まれてしまい、気が付くとアラブの原住民の子供のような、主人公のクプクプになっていた。わけが分からないまま、大男で一見怖そうだが気は優しくて力持ちのヌボーに出会って小さな帆船の給仕として乗船し、旅に出る。意地悪だが本当は気の小さい船員のナンジャとモンジャ、パイプ好きで気難しい老船長など個性豊かな仲間たち。意地悪をされて落ち込むクプクプに、ヌボーはさりげなく助け船を出し、人生を説いたりする。
そうして旅を続け、タローはクプクプとしての生き方にも慣れてきた。ところが、ある島に上陸した時、現地人が書きかけの原稿用紙を持っているのを見つける。それは『船乗りクプクプ』のもので、キタ・モリオ氏の書き残しだった。キタ・モリオ氏が冒頭部分しか書かなかったため本が売れず大損をした出版社の編集者が、キタ・モリオ氏をひどい目にあわせてやろうと追いかけて来るので、彼は自分の小説の世界にまで逃げ込んでいたのである。タローが元の世界に戻るには、原作者を探し出して物語の続きを書いてもらえばいいのだ。この広い世界でそんな事が出来るだろうかと不安になりながらも、クプクプは新たな船旅に出る。
また別の島に上陸したクプクプたちは、凶暴な原住民に襲われて、仲間たちは捕らえられたが、クプクプとナンジャとモンジャがかろうじて助かって、うまい具合にキタ・モリオ氏に出会う事ができた。キタ・モリオ氏は空威張りして、文化の低い原住民など手品を見せて脅かしてやると言うが、逆に原住民の奇術師のすごい技で手玉に取られ、全員捕まってしまった。原住民は、文化が低いどころか最高度の文明を築いていたのだ。このままでは食べられてしまう。クプクプたちは何とか逃げ出そうとするが、ことごとく失敗、ついに最後かと観念した時、原住民らは皆を解放し、自分たちが大自然と平和を愛する友好的な種族であることを明らかにする。凶暴そうに見えたのは、裸の原住民と見れば程度の低い人間だと勝手に思い込む差別的な人々をこらしめるための芝居だった。
親切な原住民に囲まれていささかの安堵感を取り戻したクプクプは、元のタローに戻るためキタ・モリオ氏に原稿の続きを書いてくれるよう頼む。やっと重い腰を上げてキタ・モリオ氏が書きだしたとたん、彼を追いかけて来た鬼より怖い編集者が現われる。キタ・モリオ氏はモーターボートに乗って逃げ出してしまった。せっかくの機会を逃したクプクプだが、すっかり海の冒険に慣れ親しみ、キタ・モリオ氏を追いかける新たな船の旅に希望を膨らませて進む。

## 解説
北杜夫は辻邦生との対談において、本作の執筆と同時期に、東映動画制作のアニメ映画『アラビアンナイト・シンドバッドの冒険』（1962年）の脚本を手塚治虫と共同で担当していたことに触れ、「ぼくがいろいろアイデアを持っていくと、東映の偉い人が荒唐無稽だとか言って、みんなつぶしちゃうんだ。で、ちょっと腹を立てた。それでそのときの童話に、自分流の『シンドバット〔ママ〕の冒険』を書いたわけです」と語っている。
北杜夫自身は、本作について「ほとんど書きなぐり」としており、「その書きなぐりが、この童話を良くも悪くもしたようだ」としている。
手塚治虫は、作中に登場する人食い原住民が、じつはそうではなく平和を望む原住民であった、というどんでん返しについて、ヒューマニズムだとして批評でなじったという。
全体としてはユーモア小説の形を取り、読者を笑わせながら、さりげなく文明批判や人間のあるべき姿なども挿入されており、児童文学の名作として評価が高い作品である。作者を投影したダメ作家を登場させるだけでなく、本の中の世界と外の世界を結ぶキーパーソン的役割を負わせるメタフィクション的な趣向も今なお先端的である。

## ミュージカル
松岡洋子主演でミュージカル化された。また劇団俳協でもミュージカル化されている。

## 人形劇
1969年に、NHK教育テレビジョンで、人形劇「船のりクプクプのぼうけん」（ひとみ座）として放映された（1969年10月1日 - 11月6日、全6回）。
また、作家井上ひさしは、角川文庫版「船乗りクプクプの冒険」の解説の中で、NHKの連続人形劇「ひょっこりひょうたん島」の初期のエピソードのいくつかは、この作品が原案になったと述べている。

## 書誌
- 『船乗りクプクプの冒険』集英社、1962年7月。
- 『船乗りクプクプの冒険』集英社〈コンパクト・ブックス〉、1965年。
- 『船乗りクプクプの冒険』角川書店〈角川文庫〉、1969年。
- 『船乗りクプクプの冒険』新潮社〈新潮文庫〉、1971年。
- 『船乗りクプクプの冒険』旺文社〈旺文社ジュニア図書館〉、1976年7月。斎藤恵子絵。
- 『北杜夫全集 7 船乗りクプクプの冒険・奇病連盟』新潮社、1977年3月。
- 『船乗りクプクプの冒険』集英社〈集英社文庫〉、1977年6月。2009年5月改訂新版。ISBN 978-4-08-746441-2
- 『日本の文学 39 船乗りクプクプの冒険』金の星社、1985年10月。ISBN 4-323-00819-8

### 英訳
- ラルフ・F・マッカーシー訳 The Adventures of Kupukupu the Sailor, 講談社; 講談社インターナショナル〈講談社英語文庫 Kodansha English library〉、1985年10月。ISBN 4-06-186016-X